# Anastrepha coronilli
Anastrepha coronilli är en tvåvingeart som beskrevs av Carrejo och Gonzalez 1993. Anastrepha coronilli ingår i släktet Anastrepha och familjen borrflugor. Inga underarter finns listade i Catalogue of Life.